# Pierre Broué

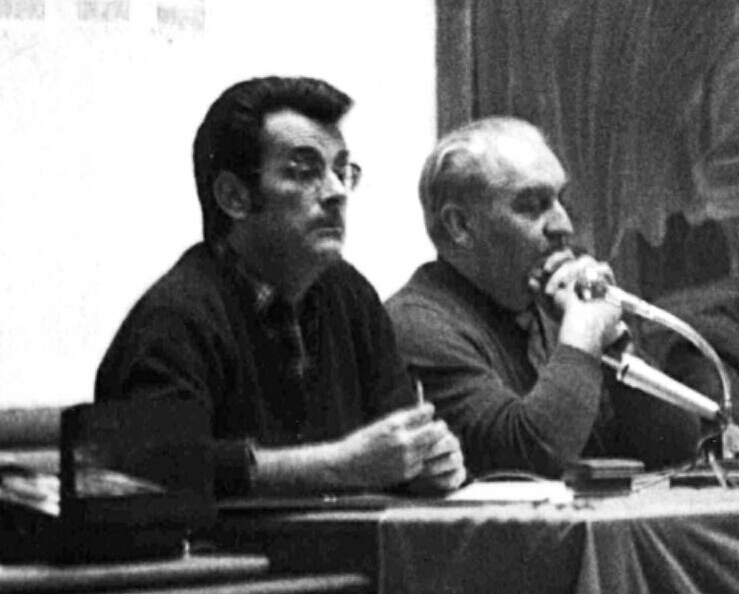
Pierre Broué (links, 1970)

Pierre Broué (* 8. Mai 1926 in Privas, Ardèche; † 27. Juli 2005 in Grenoble) war ein französischer Historiker, Autor und Trotzkist.

## Leben und Wirken
Broué kämpfte im Zweiten Weltkrieg als Mitglied der Französischen Kommunistischen Partei (PCF) in der Résistance gegen die deutschen Besatzer. Als Stalin die Komintern 1943 auflöste, verließ er die PCF. Früh bekannte Broué sich zum Trotzkismus und wurde so Mitglied der Organisation Communiste Internationaliste, von welcher er 1989 ausgeschlossen wurde. Später sympathisierte er mit der International Marxist Tendency. 1978 gründete er das Leo-Trotzki-Institut (kurz ILT – Institut Léon Trotsky) und gab die französische Ausgabe der Trotzki-Werke heraus. Insgesamt veröffentlichte Broué mehr als 20 Bücher, darunter eine zweibändige Trotzki-Biographie (1988) sowie ein Werk zum spanischen Bürgerkrieg.
Über Broués Trotzki-Biographie urteilte der Berliner Historiker Andreas Oberender: „Sie ist in einem Tonfall naiver, anbiedernder Bewunderung gehalten, der jeden Leser peinlich berührt; im Vorwort äußert der Autor allen Ernstes die Hoffnung, im Laufe der Lektüre werde der Leser Trotzki ‚lieben‘ lernen.“ Der Historiker Hermann Weber hingegen urteilte, dass auf Grund der Fülle des dargelegten Materials und der glänzenden Darstellung sie ein sehr verdienstvolles Werk sei, das für jeden, der an der Geschichte interessiert ist, Einsicht und Gewinn bringe.
Pierre Broué war Professor des Institutes für politische Studien an der Universität Grenoble. Zuvor arbeitete er als Lehrer. Er war drei Mal verheiratet und Vater von fünf Kindern, darunter dem Mathematiker Michel Broué.

## Werke (Auswahl)
- (mit Emile Témime) La Révolution et la guerre d’Espagne. Minuit, Paris 1961.
  - Deutsche Ausgabe: Revolution und Krieg in Spanien. Geschichte des spanischen Bürgerkrieges. Suhrkamp, Frankfurt am Main 1968.
- Révolution en Allemagne, 1917–1923. Minuit, Paris 1971.
  - Deutsche Ausgabe: Die deutsche Revolution 1918–1923. Verlag Neuer Kurs, Berlin 1973, ISBN 3-87786-102-4.
  - Vollständige Neuausgabe: Die Deutsche Revolution: 1917-1923. Band 1: Von der Spaltung der Sozialdemokratie zur Märzaktion 1921. Übersetzt und eingeleitet von Wolfram Klein, Manifest Verlag, Berlin 2023, ISBN 978-3-96156-114-8.
  - Die Deutsche Revolution: 1917-1923. Band 2: Vom Aufbau der kommunistischen Massenpartei zum Scheitern der Deutschen Revolution. Übersetzt und mit einem Nachwort von Wolfram Klein, Manifest, Berlin 2024, ISBN 978-3-96156-115-5.
- Trotsky. Fayard, Paris 1988.
  - Deutsche Ausgabe: Trotzki: Eine politische Biographie. 2 Bände.  Neuer ISP-Verlag, Köln 2003, ISBN 3-929008-33-5.